# Mont Saint-Grégoire
Mont Saint-Grégoire är ett berg i Kanada.   Det ligger i provinsen Québec, i den sydöstra delen av landet, 200 km öster om huvudstaden Ottawa. Toppen på Mont Saint-Grégoire är 251 meter över havet.
Terrängen runt Mont Saint-Grégoire är huvudsakligen mycket platt.Runt Mont Saint-Grégoire är det ganska glesbefolkat, med 42 invånare per kvadratkilometer.. Närmaste större samhälle är Saint-Jean-sur-Richelieu, 10,4 km sydväst om Mont Saint-Grégoire.
Trakten runt Mont Saint-Grégoire består till största delen av jordbruksmark.